# Quart (Spagna)
Quart è un comune spagnolo di 2 362 abitanti situato nella comunità autonoma della Catalogna.